# Adriana Domínguez
Adriana Domínguez (Orense, 22 de agosto de 1976) es una ejecutiva y empresaria española. Desde mayo de 2020 es presidenta ejecutiva de la firma de moda de autor Adolfo Domínguez. En 2016 fue nombrada consejera de la empresa, en julio de 2017 el consejo delegó en ella todos los poderes ejecutivos primero como directora general y desde julio de 2019 como consejera delegada.

## Trayectoria
Adriana Domínguez es la hija mayor de Adolfo Domínguez Fernández, diseñador y principal accionista del grupo Adolfo Domínguez, hermana de Valeria Domínguez, consultora de eCommerce, y Tiziana Domínguez, diseñadora de Adolfo Domínguez.
Es licenciada en Ciencias Empresariales Internacionales (E-4) por ICADE de la Universidad Pontificia Comillas, por CESEM (Francia) y por el The Lee Strasberg Theatre Institute de Nueva York. Tiene el máster de Pensamiento en Escuela Contemporánea de Humanidades de Madrid. Habla cinco idiomas.
Empezó a trabajar en la firma Adolfo Domínguez donde fue directora del área de Perfumes y directora de Comunicación. En 2016 fue nombrada consejera de empresa y en julio de 2017 asumió los poderes ejecutivos primero como directora general y desde julio de 2019 como consejera delegada.
Domínguez lideró la reorganización interna de la empresa, renovando el comité de dirección contando en 2018 con un 55 % de mujeres directivas, e implantando nuevos métodos de gestión. El consejo de administración del grupo está integrado por siete consejeros, de los que un 43 % son mujeres. En 2020 la empresa destacó por ser una de las tres únicas empresa de la bolsa española que tenían paridad (50-50) de hombres y mujeres en su consejo.
El 29 de mayo de 2020 se anunció que Adolfo Domínguez, principal accionista de la compañía con un 31,5 % del capital, cedía la presidencia ejecutiva de la empresa a su hija Adriana. En esta fecha el grupo cuenta con 391 puntos de venta en 22 países, el 52 % de la red fuera de España y facturó 12 millones en el ejercicio auditado de 2018-2019. Adolfo Domínguez permanece en la empresa como consejero dominical.

## Carrera como actriz
En su faceta como actriz participó en cinco producciones y es miembro vitalicia de The Actors Studio:
- La llorona (2007) como María
- El puente de San Luis Rey (2004) como Pepita
- [Noviembre (2003) como Alicia
- El regalo de Silvia (2002) como Inés
- El sueño de Ibiza (2002) como Chica